# Nagy Sándor-mozaik
A Nagy Sándor-mozaik Pompejiben, a „Faun házá”-ban (Casa del Fauno) talált nagyméretű mozaik, amely az isszoszi csata jelenetét ábrázolja. Mérete 2,71×5,12 m. Keletkezését a Kr. e. 1. századra teszik. Egyes bizonytalan feltevések szerint Philoxenosz görög festő művének a másolata, amelyet Rómában „sokszorosítottak”, valószínűleg több példányban is. Ma Nápolyban, a Nemzeti Archeológiai Múzeumban (Museo Archeologico Nazionale) őrzik. A mozaikot függőleges helyzetben állították ki, de egykor padlómozaik volt.